# Église de géant

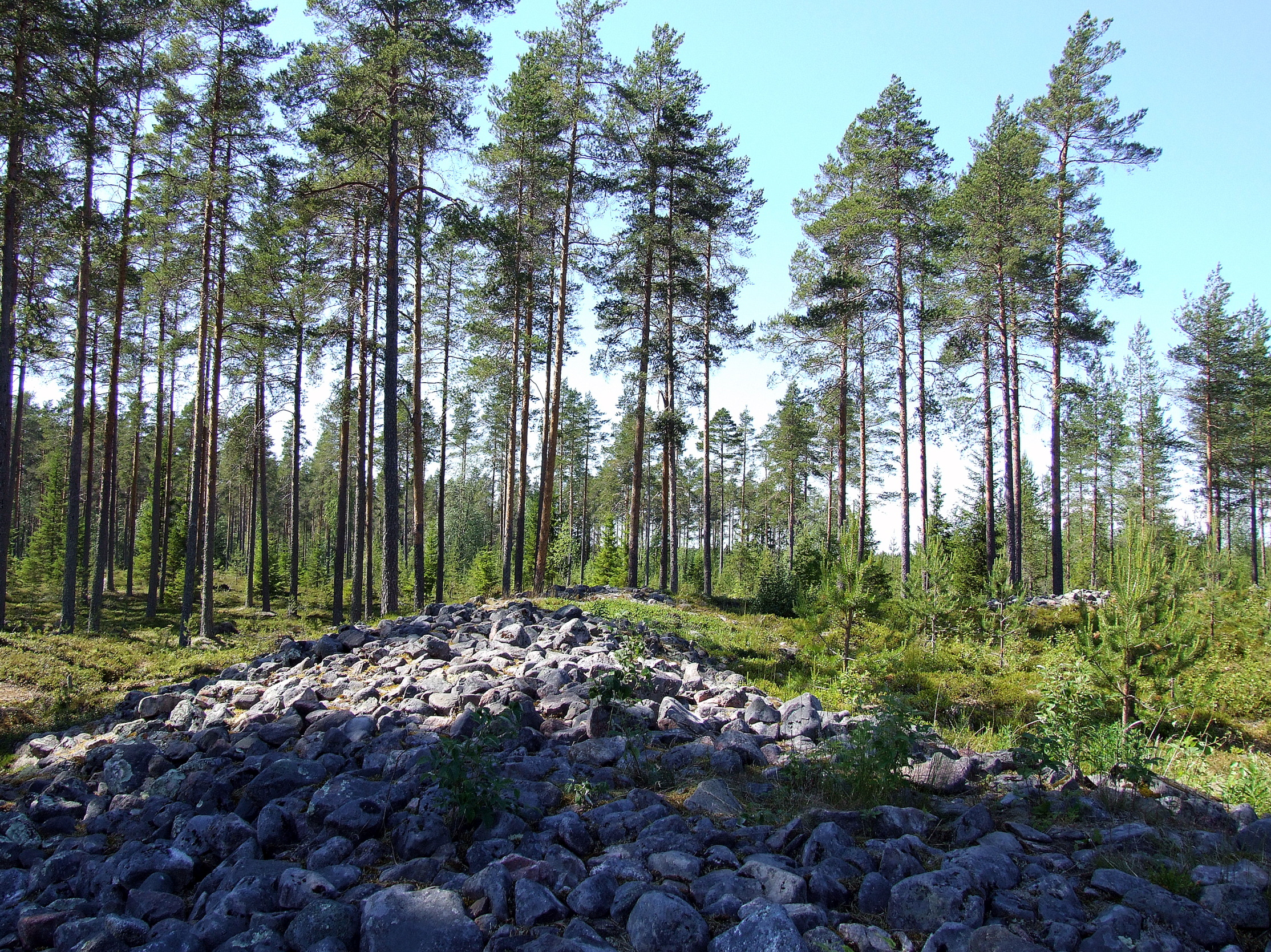
L' en 2009.

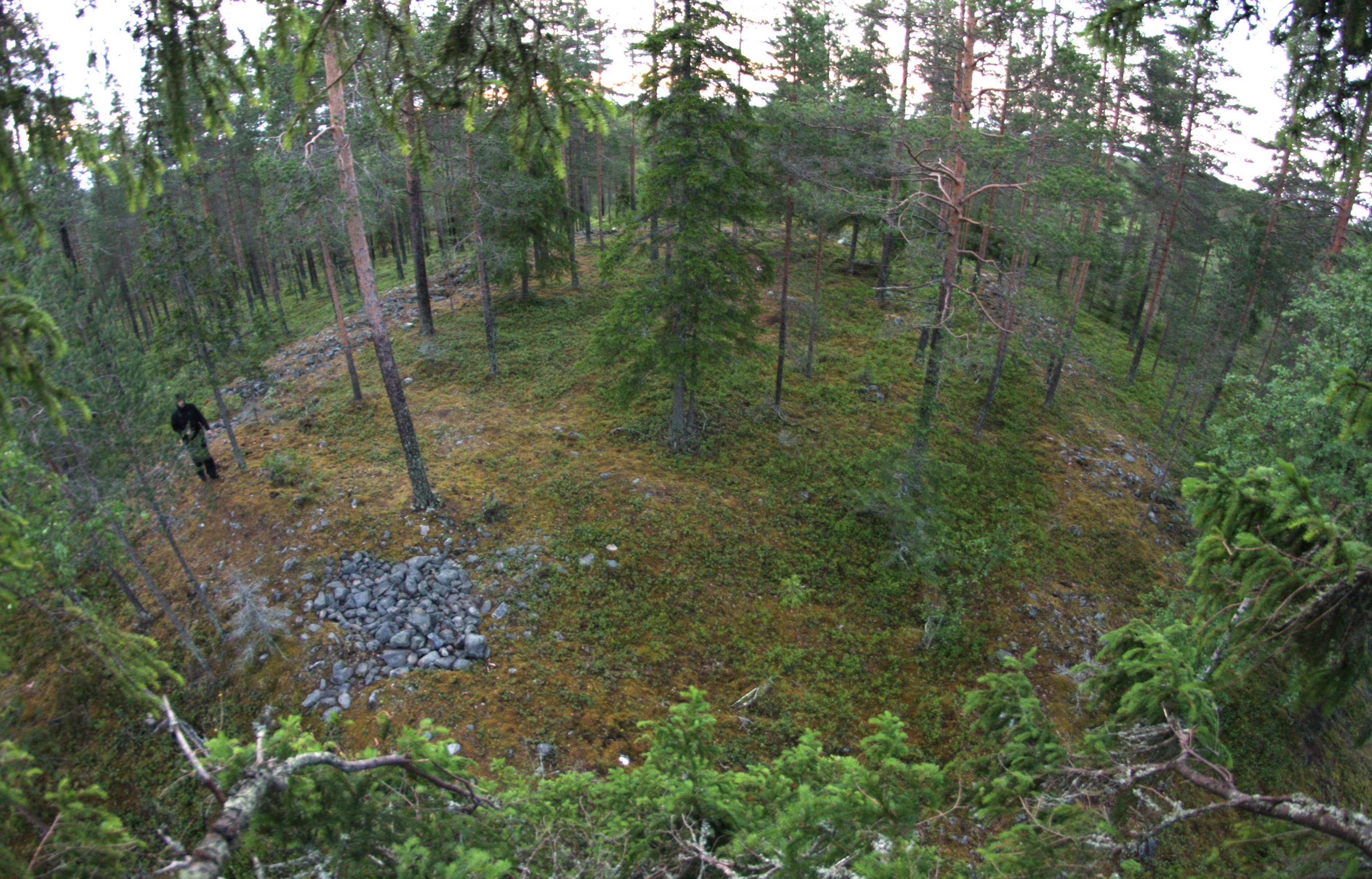
L'église de géant de Rajakangas à Oulu.

Une église de géant (finnois : Jätinkirkko ou jatulinkirkko) ou église du bruit (finnois : metelinkirkko) est une grande construction de pierre datant de l'âge de pierre que l'on peut trouver en Ostrobotnie et sur les côtes septentrionales de la Baie de Botnie.

## Description
Les églises de géant sont des structures de pierre néolithiques, propres à la région côtière entre Yli-Ii et Närpes en Ostrobotnie. Elles datent de 2500-2000 avant notre ère, et sont concentrés sur l'ancienne côte. La plupart d'entre elles ont été construites sur des îles ou sur des reliefs, mais peuvent maintenant être éloignées jusqu'à 30 kilomètres à l'intérieur en raison du rebond post-glaciaire. On en compte entre 40 et 50 selon la définition que l'on choisit.
Les églises du géant sont le plus souvent rectangulaires, leur longueur peut aller d'environ 12 à 60 mètres Leur hauteur est faible, entre un demi-mètre et 2 mètres dans certains cas.
La fonction des églises de géant est un sujet de débat depuis plus d'un siècle. Elles ont été considérés comme des habitations, des lieux de sépulture, des temples, des forteresses, des formations naturelles, des entrepôts frigorifiques géants pour la viande de phoque ou de gibier. Certaines des plus petites construction ont pu servir de logements, mais les plus grandes auraient été peu pratique à cette fin. On n'a pas trouvé de signes d'habitation permanente à l'intérieur de ces structures.
En 2009, les chercheurs Marianna Ridderstad et Jari Okkonen ont publié une cartographie, et indiquent que l'axe et les ouvertures des églises de géant sont orientées vers le lever et le coucher du soleil. Ceci est typique de nombreuses cultures mégalithiques de l'Europe. Les églises de géant rappellent avant tout les mégalithiques des alignements de Carnac, comme le dolmen de Crucuno ou les alignements Kermario et le Manio.

## Liste d'églises de géant

### Liste de la direction des musées
La direction des musées de Finlande a enregistré les 38 sites suivants:
| Commune    | Nom                              | Datation                       | Réfs. |
| ---------- | -------------------------------- | ------------------------------ | ----- |
| Alavieska  | Miehenneva                       | Âge de la pierre               |       |
| Evijärvi   | Storbacken                       | Âge de la pierre               |       |
| Haapajärvi | Jätinlinna                       | non daté                       |       |
| Kannus     | Hangaskangas                     | non daté                       |       |
| Kauhava    | Korkeamäki                       | Âge de la pierre               |       |
| Keminmaa   | Jatulinlehto                     | non daté                       |       |
| Kokkola    | Hautakangas                      | non daté                       |       |
| Kokkola    | Kiimanevan Hautakangas           | non daté                       |       |
| Kokkola    | Kämppäkangas                     | Âge de la pierre               |       |
| Kokkola    | Kämppäkangas 2                   | non daté                       |       |
| Kokkola    | Pikku Hautakangas                | Âge de la pierre-âge du bronze |       |
| Kokkola    | Rahkalampinkangas 1              | non daté                       |       |
| Kokkola    | Rahkalampinkangas 2              | non daté                       |       |
| Kokkola    | Tressunharju                     | non daté                       |       |
| Kronoby    | Högryggen                        | préhistorique                  |       |
| Kronoby    | Nedervetil Kåtabacken            | Âge de la pierre               |       |
| Kronoby    | Terjärv-Snårbacken               | Âge de la pierre               |       |
| Muhos      | Jättiläissaari                   | préhistorique                  |       |
| Oulu       | Laivakangas NE                   | préhistorique                  |       |
| Oulu       | Linnasaari                       | préhistorique                  |       |
| Oulu       | Metelinkirkko, Huhinmaa          | Âge de la pierre               |       |
| Pedersöre  | Esse-Hembacken                   | Âge de la pierre               |       |
| Pedersöre  | Esse-Svedjebacken                | Âge de la pierre-âge du bronze |       |
| Pedersöre  | Esse-Tallbackharju               | Âge de la pierre-âge du bronze |       |
| Pedersöre  | Esse-Tallbackharju N             | non daté                       |       |
| Pedersöre  | Kejsmolandsbacken                | Âge de la pierre-âge du bronze |       |
| Pedersöre  | Purmo-Jäknabacken                | Âge de la pierre-âge du bronze |       |
| Raahe      | église de géant de Kastelli (fi) | Âge de la pierre               |       |
| Raahe      | Pikku Jakenaro                   | préhistorique                  |       |
| Raahe      | Pikku Liekokangas                | Âge de la pierre               |       |
| Raahe      | Pirttihaudankangas               | préhistorique                  |       |
| Raahe      | Pirttivaara                      | préhistorique                  |       |
| Siikajoki  | Linnankangas                     | préhistorique                  |       |
| Siikajoki  | Pesuankangas                     | préhistorique                  |       |
| Tyrnävä    | Linnakangas                      | préhistorique                  |       |
| Tyrnävä    | Metelinkangas                    | préhistorique                  |       |
| Vörå       | Höjsalträsk                      | non daté                       |       |
| Vörå       | Tavoma 1                         | non daté                       |       |

### Autres sites
Les sites suivants sont aussi considérés comme églises de géant:
| Commune | Nom            | Datation         | Réfs. |
| ------- | -------------- | ---------------- | ----- |
| Liminka | Mustosenkangas | préhistorique    |       |
| Liminka | Linnamaa       | préhistorique    |       |
| Tyrnävä | Hautakangas    | non daté         |       |
| Ii      | Hankopalo      | préhistorique    |       |
| Oulu    | Mäntyselkä     | non daté         |       |
| Raahe   | Kiviojankangas | préhistorique    |       |
| Raahe   | Kettukangas    | Âge de la pierre |       |